# Simplicia minoralis
Simplicia minoralis là một loài bướm đêm trong họ Noctuidae.